# Parafia św. Jakuba Apostoła w Górze Ropczyckiej
Parafia św. Jakuba Starszego Apostoła w Górze Ropczyckiej – parafia rzymskokatolicka znajdująca się w diecezji rzeszowskiej w dekanacie Sędziszów Małopolski. 
Parafia erygowana w 1355 roku. Obecny kościół parafialny został zbudowany w latach 1949-1951, konsekrowany przez biskupa Karola Pękalę 20 czerwca 1954 roku. 
Terytorium parafii obejmuje Górę Ropczycką oraz część Gnojnicy.